# Miljan Rakić
Miljan Rakić (in serbo Миљан Ракић?; Novi Sad, 14 maggio 1986) è un cestista serbo.

## Palmarès
- Coppa di Bosnia ed Erzegovina: 1

Bosna: 2009
- Coppa d'Ungheria: 1

Szolnoki Olaj: 2015
- Lega Adriatica: 1

Hemofarm Vršac: 2004-05